# 931 ويتمورا
ويتمورا 931، (بالأنجليزية 931 Whittemora) هو كويكب صغير يدور حول الشمس، اكتشفه عالم الفلك الفرنسي «فرانسوا غونسيا» في ال 19 عشر من مارس 1920م.